# Millennium Mambo
Millennium Mambo (千禧曼波S, Qiānxī MànbōP) è un film di Hou Hsiao-hsien del 2001.

## Trama
Taipei, 2001. Vicky, una ragazza taiwanese, vive una burrascosa convivenza con Hao-Hao, un ragazzo conosciuto in una discoteca. Il rapporto tra i due ragazzi si distingue per i frequenti litigi, per la gelosia di lui e per gli eccessi di una vita basata su grandi bevute e un uso continuo di stupefacenti. Hao-Hao è un nullafacente ed è allergico al lavoro: ogni tanto torna da suo padre a prendere dei soldi, ed una volta gli ruba anche un prezioso orologio, finendo nei guai con la polizia.
Vicky inizia a lavorare come ragazza immagine in un locale, e conosce Jack, un maturo proprietario di un café che diventa una sorta di angelo custode per la ragazza, sempre pronto ad accoglierla e ad assisterla dopo le crisi di gelosia del fidanzato. Ma i due ragazzi, seppure diversi caratterialmente, sono legati da un profondo malessere ed un insostenibile senso di vuoto che caratterizza le loro giornate; solo Vicky tenterà di uscire dallo squallore delle loro vite, fuggendo lontano da Hao-Hao.

## Produzione
Il film è caratterizzato da lunghi piani sequenza, musiche techno, scene a rallentatore ed il regista ricorre in più occasioni al flashback.

## Distribuzione
La première del film avvenne il 19 maggio 2001 in occasione del Festival di Cannes. In Italia, la pellicola venne distribuita a partire dal 5 luglio 2002 dall'Istituto Luce.

## Accoglienza

### Incassi
Nel primo fine settimana di proiezione in Taiwan, Millennium Mambo incassò 3 191 dollari. Nel resto del mondo i ricavi arrivarono a 393 351$.

### Critica
Millennium Mambo è stato accolto positivamente da parte della critica specializzata. Sull'aggregatore di recensioni Rotten Tomatoes, la pellicola ha ricevuto un tasso di approvazione pari all'81% riguardante 32 recensioni, con un voto medio di 7,1/10; su Metacritic ha un punteggio di 73 su 100 basato su 12 recensioni, indicando delle "recensioni generalmente favorevoli".
Laura, Luisa e Morando Morandini de Il Morandini assegnarono tre stelle su cinque al film: «Accompagnato da una voce over, l'azione è raccontata nel 2010 il che aggiunge un tanto di enigmatico a un film già criptico per sé stesso, ellittico eppur affascinante». Il critico cinematografico Pino Farinotti diede alla pellicola quattro stelle, elogiando le capacità del regista di raccontare la gioventù taiwanese e soffermandosi sulla «passione raggelante con cui guarda alle nuove generazioni».

## Riconoscimenti
- 2001 – Festival di Cannes[8]
  - Grand Prix tecnico (a Tu Duu-Chih)
  - Candidato per la Palma d'oro
- 2001 – Chicago International Film Festival
  - Silver Hugo
- 2001 – Ghent International Film Festival
  - Miglior regista
  - Candidatura per il Grand Prix
- 2001 – Golden Horse Film Festival
  - Miglior fotografia
  - Miglior colonna sonora originale
  - Migliori effetti sonori

## Citazioni e riferimenti ad altre pellicole
- In una sequenza si vedono i poster giganti dei film Città violenta di Sergio Sollima e Colpo grosso al casinò di Henri Verneuil.[9]